# The Other Side (film 2020)
The Other Side (Andra sidan) è un film del 2020 diretto da Oskar Mellander e Tord Danielsson.

## Trama
Shirin si trasferisce con il compagno Fredrik ed il figlio di lui Lukas, la cui madre è morta di cancro, in una casa bifamiliare. Quando il padre è via per lavoro nella casa cominciano a sentirsi strani rumori e suoni provenienti dalla parte disabitata. Lukas comincia inoltre ad avere improvvisamente un "nuovo amico".

## Distribuzione

### Data di uscita
Il film è stato distribuito nelle sale cinematografiche italiane a partire dal 9 giugno 2022.

### Edizione italiana
La direzione del doppiaggio è di Alessio Maria Bianchi e i dialoghi italiani sono curati da Serafino Murri per conto della CDR che si è occupata anche della sonorizzazione.

## Riconoscimenti
- 2020 – Guldbagge Awards[3]
  - Miglior design sonoro a Fredrik Lantz
  - Candidati a miglior effetti visivi a Oskar Mellander, Petter Bergmar, Håkan Ossian, Anders Nyman e Per Nyman
  - Candidata a migliori costumi a Daniela Krestelica
  - Candidati a miglior trucco a Daniela Krestelica, Eva Von Bahr e Love Larson